# Copestylum cruciatum
Copestylum cruciatum är en tvåvingeart som först beskrevs av Hull 1943.  Copestylum cruciatum ingår i släktet Copestylum och familjen blomflugor.
Artens utbredningsområde är Guatemala. Inga underarter finns listade i Catalogue of Life.